# Melodifestivalen 1958
Melodifestivalen 1958, eller Schlagertävling, var den första upplagan av musiktävlingen Melodifestivalen och samtidigt Sveriges uttagning till Eurovision Song Contest 1958. 
Det här året hölls ingen nationell uttagning, utan Sveriges Radio gjorde istället ett internval i samarbete med kompositörsföreningen SKAP som efter en internutskickning valde ut melodin "Lilla stjärna" och artisten Alice Babs. Detta var den hittills enda gången som Sverige gjort ett internval.
Lilla stjärna fick sedan representera Sverige i ESC 1958 som hölls i Hilversum i Nederländerna den 12 mars 1958. 

## Tävlingsupplägg[1]
Det här året, som blev första gången Sverige deltog, hölls ingen öppen TV- eller radiosänd tävling. Istället bad Sveriges Radio föreningen SKAP att välja ut artist och bidrag. SKAP skickade ut förfrågningar till föreningens medlemmar och tillsatte då en jury på fem personer (Rune Ellboj, Roland Levin, Gunnar Lundén-Welden, Charles Redland och Gösta Stevens) som fick avgöra vinnaren. 
Totalt skickades det in 152 bidrag som sedan den utvalda juryn fick lyssna igenom och bedöma. Juryn fick dessutom stöd av SKAP och Sveriges Radio i sitt urval. När man väl valt ut vinnarlåten var det upp till Sveriges Radio att bestämma dess artist. Efter många övertalningar tackade Alice Babs ja till att medverka, trots att hon inte gillade låtens text. Därför fick Gunnar Wersén i uppdrag att skriva en ny text, vilket gjorde att vinnarlåten bytte namn från "Samma stjärnor lysa för oss två" till "Lilla stjärna". Åke Gerhard, som var originallåtens upphovsman, gillade inte ändringarna och förbjöd också att låten skulle släppas som skivinspelning. Först 36 år efteråt fanns låten tillgänglig på CD, och då i liveversionen från framträdandet i Eurovisionen.
I Aftonbladet den 26 februari 1958 publicerades en lista över de tio finalmelodier som valts ut. Under rubriken "Tio nya schlager?" står att "så här ser SKAP:s prislista ut":
| Nr | Låt                                | Upphovsmän (Text & musik)            |
| -- | ---------------------------------- | ------------------------------------ |
| 1  | Blott en sekund står lyckan still  | Åke Gerhard och Rune Werner          |
| 2  | Samma stjärnor lysa för oss två    | Åke Gerhard                          |
| 3  | Maria Nyckelpiga                   | Einar Hylin och Fritz-Gustaf         |
| 4  | Lyckans soluppgång                 | Dag Lamberth, Bengt Haslum.          |
| 5  | Våran lyckokärra                   | Ingenjör Yngve Svensson, Johanneshov |
| 6  | Du kan fånga din lycka             | Jocke Johansson, Fritz-Gustaf        |
| 7  | Jag sänder dig solsken             | Stikkan Anderson                     |
| 8  | Älskling god natt                  | Kai Gullmar, Stig Olin               |
| 9  | Det är nånting jag inte kan förstå | Kai Gullmar                          |
| 10 | Glöm!                              | Gösta Severin                        |

Av dessa bidrag finns åtminstone följande bidrag inspelade på skiva:
Samma stjärnor lysa för oss två. Inspelad med Nils Åsblom.
Lyckans soluppgång. Inspelad med Ulla Christenson.
Jag sänder dig solsken. Inspelad med Britt Damberg.
Glöm! Inspelad med Inger Berggren.
Trots att en tävling i schlagermusik vid denna tid var något helt okänt i Sverige, så har alltså en lång rad kända kompositörer känt sig manade att skicka in bidrag.
| Nr | Artist     | Låt           | Upphovsmän (Text & musik)          |
| -- | ---------- | ------------- | ---------------------------------- |
| 1  | Alice Babs | Lilla stjärna | Gunnar Wersén (t), Åke Gerhard (m) |

## Eurovision Song Contest
Den tredje Eurovision Song Contest arrangerades av Nederländerna, i och med dess vinst året innan. ESC-finalen förlades till Hilversum den 12 mars 1958. Sverige var den enda debutanten det här året, samtidigt som Storbritannien avstod från deltagande. Det här året infördes regeln om att det land som vunnit tävlingen blir nästföljande års värdland (om inget annat anges). 
Poängsystemet det här året var att varje tävlande land hade en jury på tio personer, där var och en av jurymedlemmarna fick dela ut en poäng till sin favorit. Undantaget var att inget land kunde rösta på sig själv, bara på sina motståndare. 
Sverige tävlade som nummer fem (av tio länder) och slutade efter juryöverläggningarna på fjärde plats med totalt 10 poäng. Vann gjorde Frankrike med 27 poäng, följt av Schweiz på 24 poäng och Italien på 13 poäng. Nederländerna och Luxemburg fick var och en dela på sistaplatsen med endast en poäng vardera. Eftersom Frankrike tog hem segern det här året fick de stå som värdland året därpå.